# هنبری، چشر
هنبری (به انگلیسی: Henbury) یک روستا و محله مدنی در بریتانیا است که در چشر شرقی واقع شده‌است. هنبری ۵۹۴ نفر جمعیت دارد.